# First Division 2015 (Irlanda)
La League of Ireland First Division 2015 è stata la 95ª edizione del secondo livello del campionato irlandese di calcio. La stagione è iniziata il 6 marzo ed è terminata il 6 novembre 2015.
Il campionato è stato vinto dal Wexford Youths, che è stato promosso in Premier Division. Dopo aver vinto lo spareggio promozione, anche il Finn Harps è stato promosso in Premier Division.

## Stagione

### Novità
Alla fine della First Division 2014 il Longford Town, primo classificato, è stato promosso in Premier Division 2015. Dalla Premier Division 2014 è retrocesso l'Athlone Town.

Dopo la spareggio promozione-retrocessione il Galway FC è stato promosso in Premier Division, mentre lo UCD è stato retrocesso in First Division.

Lo Shamrock Rovers B non ha ricevuto la licenza per competere nella First Division 2015 ed è stato sostituito dal Cabinteely, che parteciperà per la prima volta alla First Division.

### Formula
Le 8 squadre partecipanti si affrontano quattro volte nel corso della stagione, per un totale di 28 giornate.

La prima classificata ottiene la promozione in Premier Division 2016.

La seconda e la terza classificata del campionato sono ammesse ai play-off promozione.

## Squadre Partecipanti
| Club             | Città                | Stadio                 | Stagione precedente           |
| ---------------- | -------------------- | ---------------------- | ----------------------------- |
| Athlone Town     | Athlone              | Athlone Town Park      | 12º posto in Premier Division |
| Cabinteely       | Dublino (Blackrock)  | Stradbrook Road        | -                             |
| Cobh Ramblers    | Cobh                 | St. Colman's Park      | 8º posto                      |
| Finn Harps       | Ballybofey           | Finn Park              | 5º posto                      |
| Shelbourne       | Dublino (Drumcondra) | Tolka Park             | 2º posto                      |
| UCD              | Dublino (Belfield)   | UCD Bowl               | 11º posto in Premier Division |
| Waterford United | Waterford            | Regional Sports Centre | 7º posto                      |
| Wexford Youths   | Crossabeg            | Ferrycarrig Park       | 4º posto                      |

## Classifica finale
|  | Pos. | Squadra        | Pt | G  | V  | N | P  | GF | GS | DR  |
|  | ---- | -------------- | -- | -- | -- | - | -- | -- | -- | --- |
|  | 1.   | Wexford Youths | 61 | 28 | 20 | 1 | 7  | 63 | 32 | +31 |
|  | 2.   | Finn Harps     | 55 | 28 | 16 | 7 | 5  | 42 | 23 | +19 |
|  | 3.   | UCD            | 49 | 28 | 14 | 7 | 7  | 51 | 27 | +24 |
|  | 4.   | Shelbourne     | 45 | 28 | 13 | 6 | 9  | 37 | 34 | +3  |
|  | 5.   | Athlone Town   | 33 | 28 | 9  | 6 | 13 | 36 | 42 | -6  |
|  | 6.   | Cobh Ramblers  | 30 | 28 | 8  | 6 | 14 | 27 | 45 | -18 |
|  | 7.   | Waterford      | 21 | 28 | 5  | 6 | 17 | 25 | 51 | -26 |
|  | 8.   | Cabinteely     | 20 | 28 | 5  | 5 | 18 | 23 | 50 | -27 |

Legenda:

      Promossa in League of Ireland Premier Division 2016

 Ammessi ai play-off promozione

Note:

Tre punti a vittoria, uno a pareggio, zero a sconfitta.
La classifica viene stilata secondo i seguenti criteri:
- Punti conquistati
- Differenza reti generale
- Reti totali realizzate

## Play-off promozione

### Semifinali
| 23 ottobre 2015 | UCD        | 0 - 1 | Finn Harps |  |
| 30 ottobre 2015 | Finn Harps | 2 - 1 | UCD        |  |

### Finale
| 2 novembre 2015 | Limerick   | 1 - 0        | Finn Harps |  |
| 6 novembre 2015 | Finn Harps | 2 - 0 d.t.s. | Limerick   |  |

## Statistiche

### Classifica marcatori
| Gol |  |  | Giocatore       | Squadra        |
| --- |  |  | --------------- | -------------- |
| 29  |  |  | Danny Furlong   | Wexford Youths |
| 12  |  |  | Ryan Swan       | UCD            |
| 10  |  |  | Philip Gorman   | Athlone Town   |
| 9   |  |  | Kevin McHugh    | Finn Harps     |
| 7   |  |  | Robbie Benson   | UCD            |
| 7   |  |  | Garath Coughlan | Shelbourne     |
| 7   |  |  | Philip Hughes   | Shelbourne     |
| 7   |  |  | Rocky Keenan    | Wexford Youths |
| 7   |  |  | Stephen Kenny   | Cobh Ramblers  |
| 7   |  |  | Daniel Purdy    | Athlone Town   |

## Verdetti finali
- Wexford United e Finn Harps promossi in Premier Division.